# 假蒟咖喱
假蒟咖喱是一道泰国北部菜肴。其名称起源于其主要原料之一的假蒟叶，假蒟在泰国北部被称为phak khae。

## 原料
假蒟咖喱主要用蔬菜和香草制作。可以根据口味的不同选择加入鸡肉、青蛙、牛肉、干鱼或蜗牛。
此咖喱的配料有假蒟、莳萝、羽叶金合欢和印度金钮扣叶、木棉干花、大花田菁花、红瓜、茄子、竹笋、水茄、新鲜辣椒和蘑菇。
Khua khae咖喱类似于假蒟咖喱，但汤液较少。